# Битва при Мэрэшти
Битва при Мэрэшти (рум. Bătălia de la Mărăști) — сражение Первой мировой войны, происходившее в июле 1917 года на востоке Румынии между германскими и русско-румынскими войсками.
Румыния вступила в войну на стороне Антанты в августе 1916 года и, вследствие крайне низкой боеспособности своей армии и невыгодного географического положения, за несколько месяцев была оккупирована войсками Центральных держав. Остатки румынской армии отступили на восток страны, где соединились с русскими войсками. Чтобы помочь союзнику и не допустить вторжения германской армии на Украину, Россия сформировала новый, Румынский фронт, включив в него четыре русские и две румынские армии.
На июнь 1917 года Временное правительство России с целью поднятия боевого духа войск и выполнения обязательств перед союзниками запланировало наступление по всему фронту, вошедшее в историю как июньское или наступление Керенского. 
Румынский фронт начал наступление 9(22) июля. Части 4-й русской и 2-й румынской армий прорвали фронт противника, и к 19 июля (1 августа) на 30-километровом горном участке фронта продвинулись в глубину до 20 км. Румынская артиллерия сыграла решающую роль в успехе операции. Подготовительный обстрел проходил с 12 часов дня 22 июля до 8 часов утра следующего дня. Его эффективность позволила командованию 2-й армии отдать приказ начать наступление 24 июля в 4 часа утра.
Однако уже 12(25) июля, вследствие общей неблагоприятной обстановки на фронтах, вызванной усиливавшимся разложением русской армии, Керенский отдал приказ остановить продвижение.
Сразу после этой битвы последовало контрнаступление австро-германских войск под командованием Макензена, которое удалось остановить в битве при Мэрэшешти.